# 莱阿
莱阿（法語：Léaz，法語發音：[lea]）是法国东部安省的一个市镇，属于热克斯区。

## 地理
莱阿（46°5'53"N, 5°53'12"E）面积11.4 平方千米，位于法国奥弗涅-罗讷-阿尔卑斯大区安省，该省份为法国东部省份，北起汝拉省，西北接索恩-卢瓦尔省，西接罗讷省和里昂大都会，南至伊泽尔省，东与萨瓦省、上萨瓦省和瑞士接壤。
与莱阿接壤的市镇（或旧市镇、城区）包括：科隆日、克拉拉丰-阿尔西讷、埃卢瓦斯、瓦尔瑟罗讷。
莱阿的时区为UTC+01:00、UTC+02:00（夏令时）。

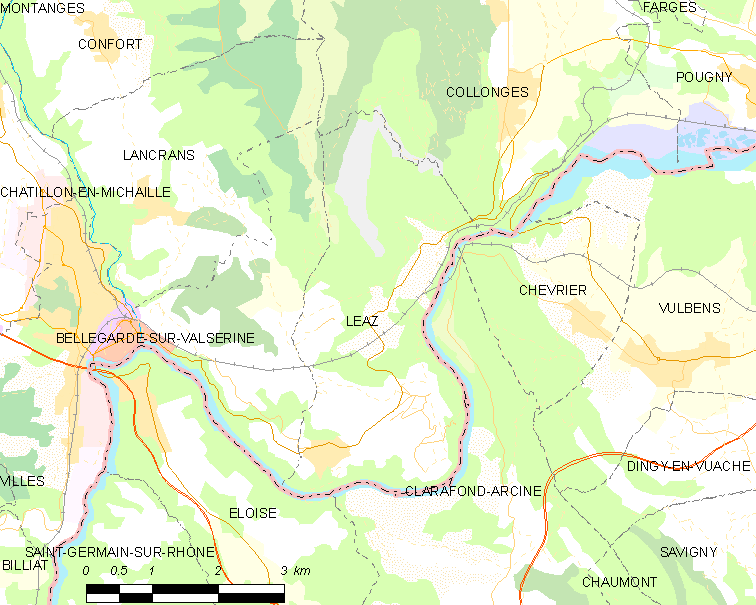
莱阿的OSM定位图

## 行政
莱阿的邮政编码为01200，INSEE市镇编码为01209。

## 政治
莱阿所属的省级选区为图瓦里县。

## 人口

1962-2008年间莱阿人口变化图示

莱阿于2022年1月1日时的人口数量为887人。